# Si Versalles s'expliqués
Si Versalles s'expliqués (títol original en francès: Si Versailles m'était conté...) és una pel·lícula francesa escrita i dirigida per Sacha Guitry, estrenada el 1954. Ha estat doblada al català.

## Argument[2]
La història del castell de Versalles vista per Sacha Guitry, a través d'alguns episodis i retrats de les personalitats que hi han viscut.
Aquesta pel·lícula continua sent famosa sobretot pel seu prestigiós repartiment, però també per les qualitats de narració pròpies de l'autor.
L'èxit d'aquesta pel·lícula va incitar Guitry a realitzar l'any següent un segon llargmetratge del mateix model sobre la història de la ciutat de París: Si Paris nous était conté.

## Al voltant de la pel·lícula
La pel·lícula fou posada en marxa paral·lelament a la gegantina recerca de fons empesa per tal de reparar, restaurar i tornar el seu luxe (en particular trobant i recomprant mobles, revestiment, tapisseries, accessoris, obres d'art, etc. dispersos de la Revolució francesa i posterior) en aquest monument únic al món. Molts anys més tard, la pel·lícula va ser projectada a la televisió en el marc dels Dossiers de l'écran i un dels principals artesans (amb la seva esposa americana) d'aquests immensos treballs, l'ancià conservador Gérald van der Kemp pogué dir la felicitat que havia hagut de treballar amb Guitry i l'enorme impacte que havia tingut la pel·lícula en el llançament d'aquesta obra literalment faraònica que no es va acabar fins al 2011.
Guitry es va prendre algunes llibertats amb la història de França: esborra tota la Regència, i escamoteja el personatge de la Comtessa du Barry, l'última favorita de Lluís XV. Lluís XIV, a l'article de la mort, rep el seu arquitecte, i li dona indicacions en mesures mètriques, tot i que va ser la Revolució qui va instituir el sistema mètric decimal.
Louis XVI igualment, al balcó de Versalles, assegura els avalotadors de la seva probitat, dient «No he donat un cèntim, ho juro». mentre que ni francs ni cèntims no eren monedes de l'època.
La citació que llegeix Guitry en l'obertura de la pel·lícula és treta de la seva pròpia pel·lícula Remontons les Champs-Élysées (1937), on ja l'autor deia en veu en off:
Es diu que els nostres reis gastaven sense comptar, que agafaven els nostres diners sense escoltar els nostres consells.

Però quan construïen semblants meravelles, no deixaven els nostres diners de costat? 
 Per la seva banda, Édith Piaf canta una versió molt elaborada i moderna d'Ah ! ça ira:
Fa tres-cents anys que fan la guerra 

Al so dels pífans i dels tambors, 

deixant-nos rebentar de misèria 

Això no podia durar sempre...

## Repartiment
| - Gaston Rey: El Rei Enric IV - Claudy Chapeland: Lluís XIII de nen - Louis Arbessier: Lluís XIII adult - Maurice Tillier: El cardenal Richelieu - Christian Casadesus: Philibert El Roy - Victor Vina: André Le Nôtre - Jean-Louis Allibert: Le Vau - Samson Fainsilber: el cardenal Mazzarino - Dominique Viriot: Lluís XIV de nen, no surt als crèdits - Georges Marchal: Lluís XIV (de jove) - Yves Deniaud: pagès - Tino Rossi: un gondoler - Germaine Rouer: Srta Molière - Jean Chevrier: Henri de La Tour d'Auvergne - Gérard Philipe: D'Artagnan - Jeanne Boitel: Marie de Rabutin-Chantal, Marquesa de Sévigné - Nicole Courcel: Madame de Chalis - Fernand Gravey: Molière - Liliane Bert: Armande Béjart - Nicole Maurey: Marie Angélique de Fontanges - Giselle Pascal: Louise de La Vallière - Claudette Colbert: Madame de Montespan - Maurice Teynac: Louis Henri de Pardaillan de Gondrin - Mary Marquet: Madame de Maintenon - Martine Alexis: Madame de Nouchy - Pauline Carton: Catherine Deshayes - Sacha Guitry: Lluís XIV de França (de gran) - Jacques François: Louis de Rouvroy, duc de Saint-Simon - Jean-Louis Barrault: Fénelon - Georges Chamarat: Jean de La Fontaine - Jean Murat: François Michel El Tellier de Louvois - Constant Rémy: Gabriel Nicolas de La Reynie - Jacques Varennes: Jean-Baptiste Colbert - Claude Nollier: Comtessa Olympe de Soissons - Jean Richard: Du Croisy - Anne Carrère: Madame de Chamarat - Jany Castel: Maria Teresa d'Àustria, esposa de Lluís XIV - André Chanu: Duc de Noailles - René Charles: un senyor - France Delahalle: Una dama de la Cort - Jacques Derives: un senyor - Alain Durthal: Alexandre Bontemps - Cécile Eddy: Madame de Frépons - Lucienne Granier: Madame de Senlis - Marcel Journet: Monsieur de Beydts - Pierre Lord: Mansart - Jacques Maffioly: Monsieur de Puiset - Marie Mansart: Madame de Kerlor - Olivier Mathot: Boileau - Gilles Quéant: Racine - André Reybaz: Massillon - Daniel Gélin: Jean Collinet - Pierre Would: Sébastien de Vauban - Brigitte Bardot: Srta. de Rosille - Danièle Delorme: Louison Chabray - Jean Marais: Lluís XV de França | - Michel Auclair: Jacques Damiens, fill de Robert François Damiens - Jean Desailly: Pierre Carlet de Chamblain de Marivaux - Micheline Presle: Madame de Pompadour - Jean-Pierre Aumont: Armand Gaston Maximilien de Rohan, cardenal de Rohan - Gino Cervi: Joseph Balsamo - Jean-Claude Pascal: Hans Axel de Fersen - Gaby Morlay: la Comtessa de la Motte - Gilbert Bokanowski: Lluís XVI de França - Lana Marconi: Maria Antonieta d'Àustria / Nicole Legay - Marie Sabouret: Marie-Louise de Savoie-Carignan - Orson Welles: Benjamin Franklin - Louis Seigner: Lavoisier - Charles Vanel: Charles Gravier de Vergennes - Édith Piaf: Una dona del poble - Howard Vernon: el comprador anglès - Raymond Souplex: El comissari - Philippe Richard: El Rei Lluís Felip I - Jean Tissier: un guarda de museu - Pierre Larquey: un guarda de museu - Bourvil: un guarda de museu - Annie Cordy: Mme Langlois - Aimé Clariond: Antoine de Rivaro - Jacques Berthier: Robespierre - Renée Devillers: Jeanne Louise Henriette Genest Campan - Jeanne Fusier-Gir: Una revolucionària - Paul Azaïs: un revolucionari - Lily Baron: Madame de Balto - Roland Bourdin: Fragonard - Paul Colline: un visitant - Jean-Jacques Delbo: Antoine-Nicolas de La Motte - Bernard Dhéran: Pierre-Augustin Caron de Beaumarchais - Emile Drain: Napoleó I - Albert Duvaleix: un comprador - Robert Favart: Monsieur de Carlène - Tania Fédor: la reina Maria Leszczyńska - Jacques de Féraudy: Voltaire - Roger Gaillard: D'Alembert - Gilbert Gil: Jean-Jacques Rousseau - Robert Homet: comte de Langeais - Jean Lanier: Diderot - Jacques Morel: Böhmer - Lucien Nat: Montesquieu - Fernand René: El ciutadà-poeta Vanna Urbino: El medium - Paul Villé: Jean-Baptiste de Machault d'Arnouville - René Worms: Jean-Nicolas Bassenge - Charles Bayard: un diplomatic - Clément Duhour: un revolucionari - Jean Ozenne: un senyor - Georges Bever: un visitant - Léon Walther: un eclesiàstic - Roger Vincent: Robert de Cotte - Guy Tréjan: - Jean Danet: - René Berthier - Catherine Brieux - Henri Coutet: |